# Anaxyrus retiformis
Anaxyrus retiformis är en groddjursart som först beskrevs av Sanders och Smith 1951.  Anaxyrus retiformis ingår i släktet Anaxyrus och familjen paddor. Inga underarter finns listade i Catalogue of Life.
Artepitetet i det vetenskapliga namnet är bildat av de latinska orden retis (nätliknande) och forma (form/utseende).

## Utseende
Exemplaren är vanligen 40 till 59 mm långa och honor är allmänt större än hannar. Några exemplar blir 64 mm långa. Kroppens ovansida är gulgrön och den har flera mörka linjer som liknar tillsammans ett nät. Däremot saknas fläckar. Honor lägger ägg som är krämfärgade till gula. De läggs var för sig eller i ett kort band. Den nykläckta grodynglen har en gul färg med mörkare ställen. Hos äldre ungar är de mörka mönstren tydligare. Ögonen sitter på huvudets topp och strupen samt buken saknar färg.

## Utbredning
Anaxyrus retiformis förekommer i södra Arizona och i nordvästra Mexiko. Den lever i kulliga områden mellan 150 och 900 meter över havet. Habitatet utgörs av torra gräsmarker och buskskogar.

## Ekologi
Individerna stannar ibland upp till 10 månader i gömstället och de kommer fram efter regnfall. Äggen läggs i pölar, diken och vattenboxar för nötkreatur. Viloplatsen kan vara hålrum mellan rötter, vägdiken eller övergivna bon av gnagare. Under parningstiden bilar hannar grupper med 2 till 50 medlemmar och sjunger i kör. När honorna ansluter har flocken upp till 200 medlemmar. Parningen sker oftast i loppet av två dagar på land upp till 18 meter från närmaste strandlinje. Sedan bär honan sin hanne till vattnet.

## Hot
Flera exemplar fångas och säljs som sällskapsdjur. Arten kan bilda hybrider med Anaxyrus punctatus. Hela populationen antas vara stor. IUCN kategoriserar arten globalt som livskraftig.